# Angrebet på Crocus City Hall
Angrebet på Crocus City Hall foregik fredag 22. marts 2024 i koncertsalen Crocus City Hall (ru: Крокус Сити Холл)(ru,en) i byen Krasnogorsk (ru: Красногорск), Moskva oblast i de nordvestlige forstæder til Moskva. Koncertsalen ligger tæt ved Myakinino metrostation (ru: Мякининo) i erhvervsområdet Krokus Siti (Кро́кус-Си́ти) med messehaller, biograf,[kilde mangler] indkøbscenter, hoteller og restauranter.
Skyderiet foregik i en udsolgt koncertsal med plads til 6.200 mennesker, hvor der ifølge FSB blev dræbt mindst 144 personer og 360 sårede. Ifølge Interfax sås fem personer med pistoler, mens et udendørs øjenvidne hævdede, at der blev brugt automatvåben. Ifølge Islamisk Stat står de bag angrebet, hvilket USA siger de har bekræftede efterretninger om. Russiske myndigheder kalder det et terrorangreb. USA's ambassade i Rusland havde tidligere advaret om et forestående angreb i Moskva, hvilket Putin dog kaldte "provokerende" og "et forsøg på decideret afpresning for at intimidere og destabilisere vores samfund" Russiske myndigheder hævder, at gerningsmændene havde forbindelser til Ukraine, hvilket både Ukraine og USA afviser.
Angrebet medførte også eksplosion og brande, der den efterfølgende morgen blev meddelt slukket, blandt andet ved hjælp af tre helikoptere. Om morgenen lørdag d. 23. marts var 11 personer blevet anholdt.